# Policitemia vera
A policitemia vera (também conhecida por policitemia rubra vera)  é uma neoplasia mieloproliferativa caracterizada por uma multiplicação anormal clonal de uma célula progenitora hematopoiética pluripotente na ausência de estímulo fisiológico reconhecível, em que ocorre sobreprodução sobretudo de eritrócitos, bem como de granulócitos e plaquetas de fenótipo normal. É a doença mais comum entre os judeus askenazi. Isto quer dizer que, na policitemia vera (PV), as células que produzem glóbulos vermelhos (eritrócitos), mas também plaquetas e alguns glóbulos brancos (granulócitos) estão a trabalhar demais e sobrevivem demais. Assim, produzem mais células para o sangue do que deviam e impedem as outras células-mães (boas) de fazerem o seu trabalho. A policitemia vera causa plaquetocitose, tendo como diagnóstico diferencial leucemia.
O fato de termos muitos glóbulos vermelhos parece bom à partida, mas como são demais vão provocar sobretudo problemas quando passam nos capilares. Por serem demasiados, tornam o sangue muito viscoso e podem "entupir" alguns vasos ou facilitar que sangrem. Se esses vasos afetados forem no cérebro, podem ocorrer acidentes vasculares cerebrais (tromboses no cérebro).
A policitemia é o aumento no número de hemácias ( também chamadas 'eritrócitos' ou 'glóbulos vermelhos') no sangue. Isso pode ocorrer, por exemplo, quando nos deslocamos para regiões de elevadas altitudes, onde o ar é rarefeito (contendo pequeno teor de oxigênio). Nessa condição, o organismo através da liberação de um hormônio (ou hormona) produzido pelos rins - a eritropoietina -, estimula a produção de hemácias, num mecanismo de compensação para normalizar o transporte de oxigênio para as células. Nesse caso, temos a policitemia fisiológica.
A policitemia vera afeta tipicamente as pessoas mais idosas, numa faixa etária média de 60 anos. A sua incidência é de cerca de 1 a 3 casos por 100.000 e, aparentemente, tem vindo a aumentar, o que se poderá dever apenas a um melhor conhecimento da doença.
Depois do diagnóstico, a taxa média de sobrevida é, aproximadamente, de 9 a 14 anos. A morte ocorre, geralmente, devido a trombose, leucemia ou hemorragia.

## Causas
Uma mutação na região auto-inibitória da tirosinoquinase JAK-2 - que substitui a valina por fenilalanina (V617F), causando ativação constitutiva da quinase - parece ter um papel central na patogenia da PV. A mutação JAK2 V617 é encontrada em mais de 90% dos casos da policitemia vera. Cerca de 5% dos casos apresentam outros tipos de mutação JAK2, especialmente no éxon 12.
JAK-2 é um membro de uma família da tirosinoquinase não-receptora, evolucionariamente bem conservada, e serve como análoga da tirosinoquinase para os receptores da eritropoietina e trombopoietina. A alteração da conformação induzida nesses receptores após a ligação à trombopoietina e eritropoietina leva a auto-fosforilação da JAK-2, fosforilação do receptor e fosforilação das proteínas envolvidas na proliferação, diferenciação e resistência celular à apoptose.

## Sinais e sintomas
Embora a esplenomegalia possa ser o sinal de apresentação inicial da PV, o distúrbio, com mais frequência, é primeiramente reconhecido pela descoberta incidental de alta hemoglobina ou hematócrito. A eritrocitose não controlada causa hiperviscosidade, levando a sintomas neurológicos como vertigem, zumbido, cefaleia, distúrbios visuais e ataques isquêmicos transitórios. A hipertensão sistólica também é uma característica da elevação da massa eritrocitária.
O paciente também pode apresentar pletora (o paciente fica vermelho), olhos congestos, vasos visualmente engurgitados, turvação visual que é demonstrada no fundo de olho por vasos engurgitados e derrame.
Qualquer vaso pode ser afetado, mas os vasos cerebrais, cardíacos ou mesentéricos são os mais comummente envolvidos. A trombose venosa intra-abdominal é particularmente comum em mulheres jovens e pode ser catastrófica se ocorrer uma obstrução súbita e completa da veia hepática.
A isquemia digital, fácil formação de hematoma, epistaxe, doença ácido-péptica ou hemorragia gastrointestinal podem ocorrer devido a estase vascular ou trombocitose. Eritema, ardência e dor nas extremidades, um complexo de sintomas conhecido como eritromegalia, é outra complicação da trombocitose da PV.
Por causa da grande renovação de células hematopoiéticas, hiperuricemia com gota secundária, cálculos de ácido úrico e sintomas causados por hipermetabolismo também podem complicar a doença.
O nível plasmático de eritropoietina é um exame diagnóstico útil em pacientes com eritrocitose isolada, porque um nível elevado exclui a PV como causa da eritrocitose.

## Diagnósticos diferenciais

### Doença pulmonar obstrutiva crônica (DPOC)
A pletora facial também está presente no DPOC, sendo este um importante diagnóstico diferencial, já que também cursa com eritrocitose. Como na PV o indivíduo pode apresentar eritrocitose isolada (com leucócitos e plaquetas normais), para saber se o paciente tem realmente PV ou DPOC, primeiramente, é fundamental o exame do aparelho respiratório: no DPOC serão audíveis sibilos e estertores; no enfisematoso haverá restrição da expansão pulmonar. Na gasometria arterial, a saturação de oxigênio < 92% indica que é DPOC (>92% não é).
A eritrocitose se justifica no paciente DPOC pela hipóxia crônica, que determina o aumento na produção de eritropoetina, levando, então, a um aumento do número de hemácias.

### Eritrocitose fisiológica
Nas grandes altitudes, as baixas tensões de oxigênio também determinam a condição de hipóxia, que por sua vez leva a uma eritrocitose secundária.

### Neoplasias
Alguns tumores como os tumores do fígado, de ovário, de útero (mioma), pulmonar, cerebelar, adenocarcinoma renal e rim policístico, podem cursar com uma eritropoietina-símil (citocina tumoral), que também pode levar ao aumento dos eritrócitos. Na PV a eritropoietina está baixa sempre.

### Eritrocitose espúria
Na eritrocitose espúria há uma depressão do plasma com diminuição do volume sanguíneo. É uma falsa eritrocitose por desidratação. Dessa forma, uma criança desidratada pode ter eritrocitose, assim como um grande queimado.

### Policitemia Congênita
Embora rara, mutações primárias em genes que controlam a hematopoese posem provocar policitemia, como mutações no receptor da eritropoetina (EPOR) ou mutações que provocam anomalia nas vias de monitorização do oxigênio, como a Policitemia de Chuvash (mutações no gene de von Hippel-Lindau) e mutações dos genes PHD2 e HIF2α.

### Outros
Outros diagnósticos diferenciais da PV incluem fístula arteriovenosa, cardiopatia congênita, estenose de artéria renal e outras síndromes mieloproliferativas crônicas como trombocitemia essencial e mielofibrose idiopática.

## Diagnóstico
A PV deve ser considerada em qualquer pessoa com hemoglobina Hb > 16 g/dL em mulheres ou Hb > 16,5 g/dL em homens ou pessoas com hematócrito (Ht) >48% em mulheres e Ht>49% em homens, de acordo com a classificação de neoplasias mieloides da Organização Mundial da Saúde (OMS).
Quando a PV, apresenta-se com eritrocitose em combinação com leucocitose, trombocitose, ou ambas, o diagnóstico é aparente. Apenas na PV, um volume plasmático expandido pode mascarar uma massa eritrocitária elevada; portanto as determinações da massa eritrocitária e do volume plasmático são obrigatórias para estabelecer a presença de uma eritrocitose absoluta e para distinguir esta da eritrocitose relativa causada pela redução do volume plasmático isoladamente. Isto é verdadeiro mesmo com a descoberta da mutação do JAK-2 V617F, porque nem todo paciente com PV expressa essa mutação, enquanto os pacientes sem PV o fazem.
O marcador da PV é o JAK-2, logo na suspeita de PV, deve-se sempre solicitar a dosagem de JAK-2, já que este é positivo em 98% dos casos.
Uma vez estabelecida a eritrocitose absoluta, sua causa tem de ser determinada. Na PV, ao contrário da eritrocitose hipóxica, a saturação de oxigênio arterial é normal. Entretanto, uma saturação normal de oxigênio não exclui uma hemoglobina de alta afinidade como causa da eritrocitose.
Outros estudos laboratoriais que podem ajudar no diagnóstico incluem a contagem de hemácias, o volume corpuscular médio e a distribuição volumétrica dos eritrócitos (RDW). Apenas três situações causam eritrocitose microcítica: Talassemia beta (traço beta-talassêmico), eritrocitose hipóxica e PV. Com traço beta-talassêmico a RDW é normal, enquanto com a eritrocitose hipóxica e PV, a RDW, em geral, é elevada devido à deficiência de ferro. Em muitos pacientes os níveis de LAP (fostatase alcalina leucocitária) também é aumentado assim como os níveis de ácido úrico.
A análise da medula óssea pode ser feito mielograma ou biópsia. No mielograma, aspirado da medula em ossos chatos, todos os precursores estarão aumentados. Na biópsia óssea há uma hipercelularidade importante, com aumento das três séries hematopoéticas (panmielose). Pode ocorrer fibrose de permeio, havendo aumento da reticulina, que evolui para mielofibrose, situação que está presente em todas as síndromes mieloproliferativas.
Para afastar o diagnóstico diferencial de PV, deve-se fazer TC de tórax para a análise do pulmão ou TC/Ultrassonografia de abdome para a análise do pâncreas, baço, rim, ovários, fígado e útero. Também deve-se fazer gasometria arterial para afastar DPOC.

## Tratamento
A manutenção do nível de [[hemoglobina a 140 g/dL ou menos (14g/dL; hematócrito <45%) em homens e 120 g/dL ou menos (12g/dL; hematócrito <42%) em mulheres é obrigatória para evitar complicações trombóticas.
Para definição do tratamento, deve-se definir o risco de trombose dos pacientes. Pacientes com menos de 60 anos e sem história prévia de trombose são considerados de baixo risco e devem ser tratados com flebotomia associada ao uso de antiagregantes plaquetários (aspirina). Pacientes com mais de 60 anos ou com história prévia de trombose são considerados de alto risco e devem ser tratados com medicamentos mielossupressores (hidroxiureia) associado ao uso de aspirina.
A flebotomia serve inicialmente para reduzir a hiperviscosidade trazendo a massa eritrocitária para a faixa normal. Flebotomias periódicas em seguida servem para manter a massa eritrocitária dentro da faixa normal e para induzir o estado de deficiência de ferro, que evita uma reexpansão acelerada da massa eritrocitária.
O uso de um anticoagulante é indicado apenas quando houve ocorrência de uma trombose.
A hiperuricemia assintomática (<10 g/dL) não requer terapia, mas deve-se administrar alopurinol para evitar a elevação adicional do ácido úrico quando se emprega quimioterapia para reduzir esplenomegalia ou leucocitose, ou para tratar prurido.
O prurido generalizado intratável com anti-histamínicos ou um antidepressivo como a doxepina pode ser um problema importante na PV; hidroxiureia, interferon alfa e um psoraleno com terapia ultravioleta na faixa A são outros métodos paliativos.
O interferon alfa reduz a expressão de JAK-2 V617F nos pacientes com PV e seu papel neste distúrbio pode ser expandido. A anagrelida, um inibidor da fosfodiesterase, pode reduzir a contagem de plaquetas e, se tolerável, pode ser utilizada em alternativa à hidroxiureia.
A esplenomegalia maciça pode ser tratada também com interferon alfa ou hidroxiureia. Caso ela não for responsiva à redução por essas drogas e esteja associada a perda de peso intratável, irá requerer esplenectomia.
Pacientes refratários/resistentes à hidroxiureia ou que apresentem efeitos colaterais importantes a essa medicação podem se beneficiar do uso de medicamentos anti-JAK2, como o ruxolitinibe.